# My Hero (1912)
My Hero é um filme mudo norte-americano de 1912 em curta-metragem, do gênero western, dirigido por D. W. Griffith e estrelado por Dorothy Gish. Foi filmado em Fort Lee, Nova Jérsei.